# جون دوغلاس وودورد (رسام)
جون دوغلاس وودورد (بالإنجليزية: John Douglas Woodward)‏ هو رسام أمريكي، ولد في 12 يوليو 1846 في مقاطعة ميديلسكس في الولايات المتحدة، وتوفي في 5 يونيو 1924.